# Șepreuș

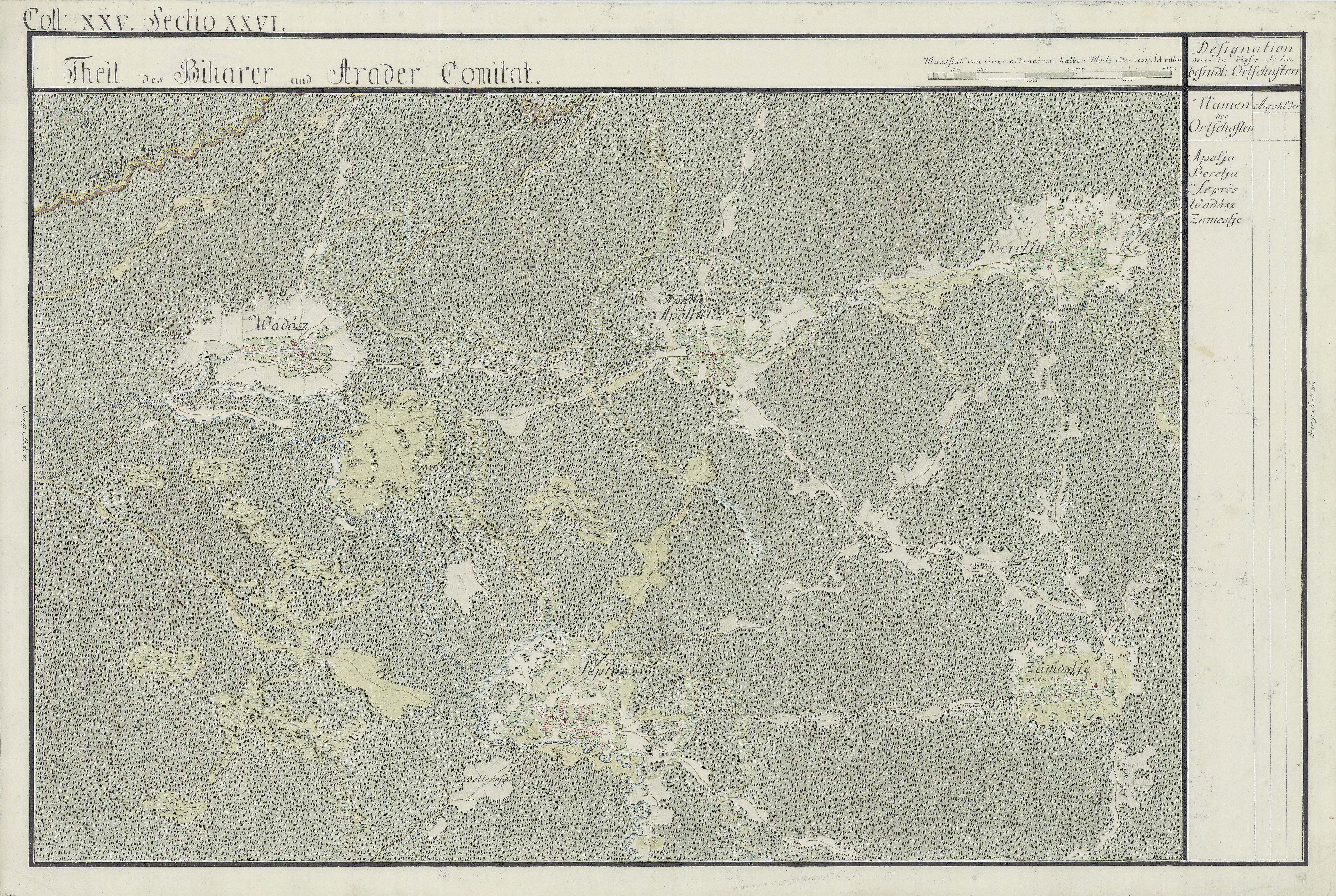
Șepreuș (Seprös) auf der Josephinischen Landaufnahme von 1782–1785.

Șepreuș (deutsch Besendorf, ungarisch Seprős) ist eine Gemeinde im Kreis Arad, im Kreischgebiet, im Westen Rumäniens.

## Geografische Lage
Șepreuș liegt im Teuztal, in der Kreischebene zwischen der Schwarzen Kreisch im Norden und der Weißen Kreisch im Süden.

## Nachbarorte
| Mișca       | Arpășel                                     | Apateu    |
| Adea        | Kompassrose, die auf Nachbargemeinden zeigt | Șomoșcheș |
| Sintea Mare | Șicula                                      | Cermei    |

## Geschichte
Die erste urkundliche Erwähnung stammt aus dem Jahr 1364.
Im Laufe der Jahrhunderte traten verschiedene Schreibweisen des Ortsnamens in Erscheinung:
1364 Sepreus, 1413 Seprews, 1425 Sewpreus, 1479 Seprews, 1644 Sepeosi, Sepeosre, 1715 Seprős, 1808 Seprős, 1839 Seprős, 1851 Seprős, 1858, 1863, 1877 Seprős, 1882 Seprös, Seprős, 1893 Seprős, 1909 Șepreuș, Seprős, 1913 Seprős, 1921 Șepreuș, Seprős, 1932, 1956 Șepreuș.
Nach dem Frieden von Karlowitz (1699) kam Arad und das Maroscher Land unter österreichische Herrschaft, während das Banat südlich der Marosch bis zum Frieden von Passarowitz (1718) unter Türkenherrschaft verblieb. Auf der Josephinischen Landaufnahme ist Seprös eingetragen. Infolge des Österreichisch-Ungarischen Ausgleichs (1867) wurde das Arader Land, wie das gesamte Banat und Siebenbürgen, dem Königreich Ungarn innerhalb der Doppelmonarchie Österreich-Ungarn angegliedert. Die amtliche Ortsbezeichnung war Seprős. Der Vertrag von Trianon am 4. Juni 1920 hatte die Grenzregulierung zur Folge, wodurch Șepreuș an das Königreich Rumänien fiel.
1820 ersteigerte die armenische Adelsfamilie Czaran vom Habsburger Ärar das Gut und erbaute in der zweiten Hälfte des 19. Jahrhunderts die Schlösser im neoklassischen Stil, von denen drei heute noch erhalten sind. An der Stelle des vierten wurde das Kulturhaus errichtet.

## Bevölkerungsentwicklung
| 1880 | 3864 | 3357 | 359 | 17 | 131            |
| 1910 | 4690 | 4074 | 479 | 51 | 86             |
| 1930 | 4046 | 3730 | 116 | 22 | 178            |
| 1977 | 3042 | 2779 | 11  | 12 | 240            |
| 1992 | 2759 | 2471 | 9   | 7  | 211            |
| 2002 | 2472 | 2214 | 21  | 5  | 232            |
| 2021 | 2752 | 1858 | -   | -  | 894 (738 Roma) |

## Persönlichkeiten
- Marius Sturza (1876–1954), siebenbürgischer Arzt und Leiter des balneologischen Lehrstuhls in Klausenburg.
- Seprősi jr. Alois Paikert (1866–1948), Agronom, Rechtsanwalt und Museumsdirektor in Budapest.